# 菜谱集
《菜谱集》（拉丁語：Compendium ferculorum, albo Zebranie potraw）是波兰厨师斯坦尼斯瓦夫·切尔涅茨基所写的一本食谱，首次出版于1682年，该书也是波兰现存最早的食谱著作。切尔涅茨基以行政主厨的身份创作了该书并将其献给主人黑伦娜·特克拉·卢博米尔斯卡公主，旨在为后代留下有关波兰饮食文化的知识。全书共有333道食谱，分布在书中三个章节內。
全书三个章节分别记载了鱼类、肉类以及面食料理等的作法，每个章节亦有一处“大厨的私房菜”以介绍切尔涅茨基的独门料理。书中的菜品体现了切尔涅茨基典型的波兰巴洛克式的烹饪风格，是中世纪烹饪风格的延续，但也受到法国而来的新颖烹饪理念的影响。切尔涅茨基的菜品具有大量使用醋、糖和异国香料烹饪的特点，但也有侧重食客的视觉体验、过于奢侈的问题。
《菜谱集》在首次刊行后曾在18、19世纪多次再版，并长期为波兰厨师提供灵感。它也为波兰民族史诗《塔杜施先生》中描绘古代波兰宴会的章节提供了灵感。

## 创作背景

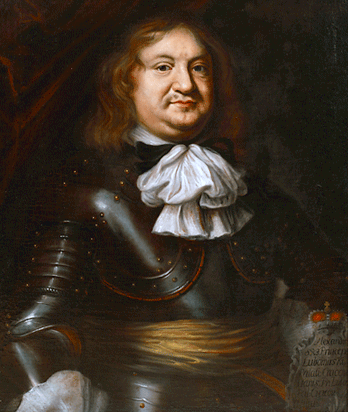
亚历山大·米哈乌·卢博米尔斯基，切尔涅茨基的主人

切尔涅茨基是一位厨师，曾服侍卢博米尔斯基家族三代贵族斯坦尼斯瓦夫、亚历山大·米哈乌以及约瑟夫·卡罗尔，该书虽于1682年出版，但创作时间不会晚于1677年。当时，欧洲食物种类日趋丰富，英、法两国的烹饪文化开始在欧洲流行，《菜谱集》相较于法国厨师弗朗索瓦·皮埃爾·德拉瓦雷納的烹饪食谱著作《法国厨师》（Le Cuisinier françois）晚出版了30余年，而后者也对17世纪的欧洲烹饪文化产生了革命性的影响，在此次浪潮中，欧洲多国开始用本土药草取代以前常用的异国香料，以凸显食物的原始口味，当时的波兰贵族也时常雇佣法国厨师，包括波兰国王扬三世·索别斯基在内的一些贵族的私人图书馆甚至拥有再版的《法国厨师》，以供烹饪参考。而以波兰语写成的《菜谱集》，主要提倡保留中世纪以来的传统料理及家庭烹饪技巧，也被一些学者视作切尔涅茨基对以法国为代表的烹饪文化对波兰冲击的回应。

## 內容

### 標題與致謝辭
虽然全书内容皆以波兰语书写，但其标题却同时使用了拉丁语與波兰语，两组单词皆可译为“菜品集”，单词中间则以表示“或”的波兰语连词相衔接。而中文译称“菜谱集”则散见于中文书籍和期刊文献中。
全书以切尔涅茨基对他“最仁慈的女士、女恩人”黑伦娜·特克拉·卢博米尔斯卡公主的致謝辭开篇，并提及1633年，她的父亲耶日·奥索林斯基亲王出使罗马期间，为教皇烏爾巴諾八世举办的一场宴会，奥索林斯基的使团以奢华而闻名，旨在向教廷炫耀波兰立陶宛联邦的宏伟和繁荣，他甚至故意给坐骑装上松散的金马蹄铁，并在进入罗马城时丢弃马蹄铁。在献词中，切尔涅茨基亦指出，他已服侍了卢博米尔斯基家族32年，还提到了卢博米尔斯卡的丈夫亚历山大·米哈乌和他们的儿子约瑟夫·卡罗尔，并祝愿他们全家身体健康、万事如意。
切尔涅茨基将自己的食谱定义为第一本用波兰语写的烹饪书，他也在题词中明确表示了此观点，“在我之前，还没有人愿意以波兰语向世界介绍如此有用的知识，”他还在开篇写道，“尽管我能力不足，但我还是敢于...向波兰语世界提供我的，即菜谱集。”但是书目学者卡罗尔·埃斯特赖歇尔不认为《菜谱集》是第一本用波兰语写的烹饪书籍，埃斯特赖歇尔指出《烹饪大师》（Kuchmistrzostwo）出版的时间更早，《烹饪大师》出版于16世纪，其翻译自捷克人巴沃尔·罗多夫斯基于16世纪所著食谱《烹饪》（Kuchařství）。然而，这部译本的原书已经散佚，只有两本于1891年出版的对开本的摹本留存于世，而这些摹本的真实性也受到质疑。因此，《菜谱集》也被后世公认为波兰最早的烹饪著作。

### 食物清单
作者切尔涅茨基在献词之后列出来一份详细的食物清单，其中不仅包括举办宴会所需的食物、厨具，也包括厨房甚至服务员。食物清单首先列举了家禽、家畜以及野味，野味列举了从雪鹀到大鸨等各种野禽。在介绍完各种谷物、面食之后，他还列举了大量干鲜果品以及可食菌菇。其列举的蔬菜则包括现在大部分人都忘记的刺苞菜薊、菊芋和細葉芹，其中后者也被切尔涅茨基称为“牧师的球”（popie jajka）。而在香料方面，切尔涅茨基不仅列出了其大量使用的藏红花、黑胡椒、生姜、肉桂、丁子香、肉豆蔻、孜然等调味品，还列出了糖粉、大米、大小葡萄干以及柑橘类水果柠檬、酸橙和橙子，甚至还有熏火腿和熏牛舌等肉品，而这些也都被切尔涅茨基作为调味品使用。

### 主厨小贴士
在食物清单之后，切尔涅茨基介绍了他对厨师（原文作，即“大厨”）这一角色的看法及建议。作者对于自己的厨师角色感到自豪，并认为厨师既是艺术家，也是年轻厨师的导师。作者也在书中表示一个好的厨师应该“仪表端庄、头脑清醒、细心、忠诚，最重要的是，服从主人，行动敏捷”。
|  | （一个好厨师）应该仪容整洁，他的头发要梳理整齐，后面和侧面的头发要剪短；他的手也要干净，指甲要修剪整齐；他应该穿着白围裙；他不应该与人争执，而应该清醒、顺从、反应迅速；他应该很好地理解五味，需要充分地了解配料和器皿，并愿意为每个人服务。 |

作者还在小贴士的最后告诫读者不要在他们的食物上撒面包屑，并表示全书将重点关注“古早的波兰菜肴”，以让他们在品尝外国菜肴之前先体验波兰本国的美食。

### 章节结构
《菜谱集》的章节结构經過了縝密思考。它总共分为三章，每章包含一百份带编号的食谱，每个章节后面都有附录部分，其中各有十份额外带编号的食谱以及一份特别的食谱，作者将其称为“大厨的秘密”（sekret kuchmistrzowski）。因此，从表面上看，每章有111份食谱，总计333份。第一章以“波蘭肉湯”的食谱开篇，专门介绍肉类菜肴。第二章则主要介绍鱼类菜肴，其中也包括一份介绍河狸尾烹饪方法的食谱，因为河狸尾在天主教饮食法中被视为鱼类，而最后一个章节则介绍了乳制品料理、面食、汤品的食谱，但标题中并未提及。
|                    | 第一章                                                                    | 第二章                                                     | 第三章                                             |
| ------------------ | ------------------------------------------------------------------------- | ---------------------------------------------------------- | -------------------------------------------------- |
| 开篇               | 16种高汤（未列入菜谱，故不计入总数）                                      | 5种适用于鱼类菜肴的浓酱汁配方（不计入总数）                | （无）                                             |
| 主体部分           | 100份肉类菜肴的食谱                                                       | 100份鱼类菜肴的食谱                                        | 100份食谱（包含乳制品料理、派、撻、蛋糕的做法）    |
| 附录               | 10份食谱（包含蔬菜濃湯及冷盘开胃菜的做法） 10份烤肉调料食谱（不计入总数） | 10份食谱，包含腌制鱼、法國蝸牛、龟肉、牡蛎及松露料理的做法 | 10份食谱，包括各类烹制猪肉, 熏鱼、芥末酱           |
| 大厨的私房菜       | 瓶中的一整只阉鸡                                                          | 一条部分煎炸、部分水煮、部分熏烤的白斑狗鱼（三色鱼）       | 用一串珍珠和一枚金幣煮成的肉湯，为刚康复的人烹制的 |
| 食谱总数（表面上） | 100 + 10 + 1                                                              | 100 + 10 + 1                                               | 100 + 10 + 1                                       |
| 食谱总数（表面上） | 333                                                                       |                                                            |                                                    |

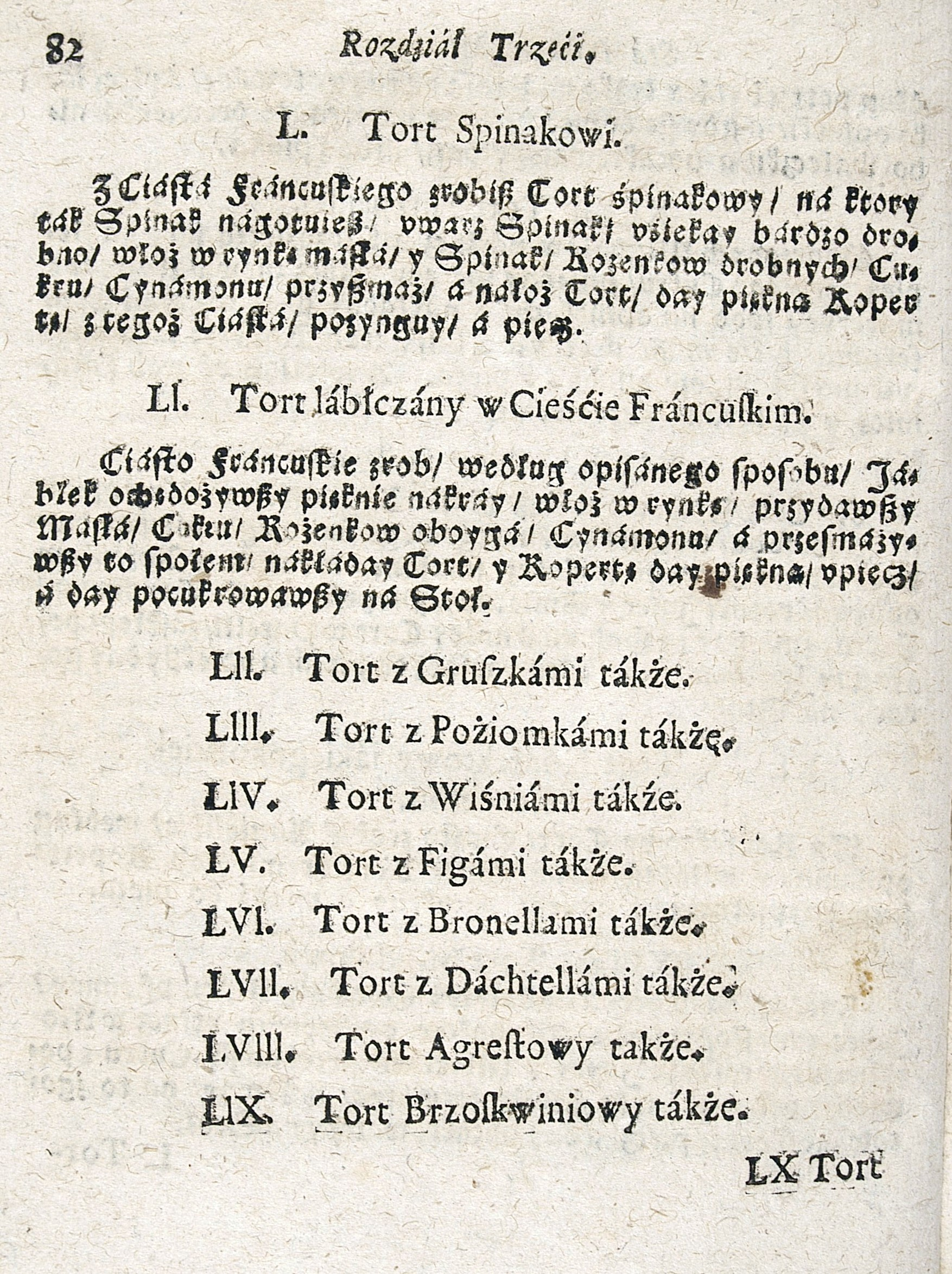
在1682年出版的《菜谱集》原书第82页中，第51号（LI）食谱“酥皮苹果挞”后面写有数个带编号的菜肴名称，但没有提及任何具体的烹饪方法

菜谱的实际数量与作者声称的数量有所不同。在同一个编号下可能有多份食谱。例如，第一章的第四个编号下，其实有藏红花酱炖肉、筛过的蔬菜浓酱、煮肉丸三种不同的食谱，还附加一条小贴士，提示烹饪者应该在那些甜味菜肴中添加葡萄干。第二章则以五种未编号的、适用于鱼类菜肴的浓酱汁配方开篇。另一方面，一些编号下面可能没有任何提及任何有关菜肴的具体做法，作者只是以此强调可以使用基本相同的技术制作各种菜肴。例如，在第三章中，酥皮苹果挞的食谱后面有十一个编号，分别写有梨挞、林地草莓挞、酸樱桃挞、无花果挞、梅干挞、枣挞、醋栗挞、桃子挞、李子挞、醋栗挞和榅桲挞。

## 风格

### 写作风格
《菜谱集》缺乏现代烹饪食谱的元素，其解说简洁但通常含糊不清，这些问题体现在书中所用食材列表、比例以及烹饪时间上。作者假定食谱的读者为专业的厨师，而非烹饪经验很少的人。书中的藏红花酱炖肉食谱就有含糊不清的问题：
|  | 取一只花尾榛雞或鹧鸪、小鸟或鸽子、阉鸡或小牛的肉，或任何你想煮的肉，浸泡在水中，随后放入锅中，加盐煮沸，去骨，再用原汤浇盖，加入欧芹。煮沸时，加入浓酱、醋、糖、藏红花、胡椒、肉桂、两种葡萄干、酸橙，一道煮沸后盛入碗中。 |

《菜谱集》里所有的食谱都以第二人称单数命令式书写，而这种語氣不会用于称呼高位者。这说明食谱有可能是作为主厨的作者大声朗读给厨房里的下属听的，然后再由下属烹饪。这种写作风格与19世纪的菜谱中使用的不直接、不带个人色彩地称呼读者的方式形成了鲜明对比，后者以使用不定词为特征，叙述方式也相对柔和。

### 烹饪风格
切尔涅茨基在书中展现的烹饪风格，是贵族式的奢华、巴洛克式的华丽與对比鲜明的风味的激烈组合。谈到消费，作者告诫人们既要避免浪费，但也要避免过度节俭。
|  | 有句古老的谚语说：宁有一塔勒的损失，也不要为了保住半便士而承受不必要的羞耻。一个熟练的厨师应该记住这一点，不要因为愚蠢的吝啬而让主人蒙羞。 |

切尔涅茨基认为举办宴会的目的是以奢华征服宾客，炫耀主人的财富和慷慨。为了实现这个目的，烹饪时应该大量使用昂贵的香料。因此，他的大多数菜肴中都会添加大量的黑胡椒、生姜、藏红花、肉桂、丁香、肉豆蔻等香料，糖也被他算作香料，虽然他的书中缺乏甜点的食谱，但他却在肉类、鱼类和蛋类菜肴的食谱中大量使用糖与醋，而现代波兰人不一定能接受这种过辣、又酸又甜的料理，这些也被后世的学者视为古波兰美食的典型特征，切尔涅茨基还将其称为“藏红花和胡椒味的结合”。

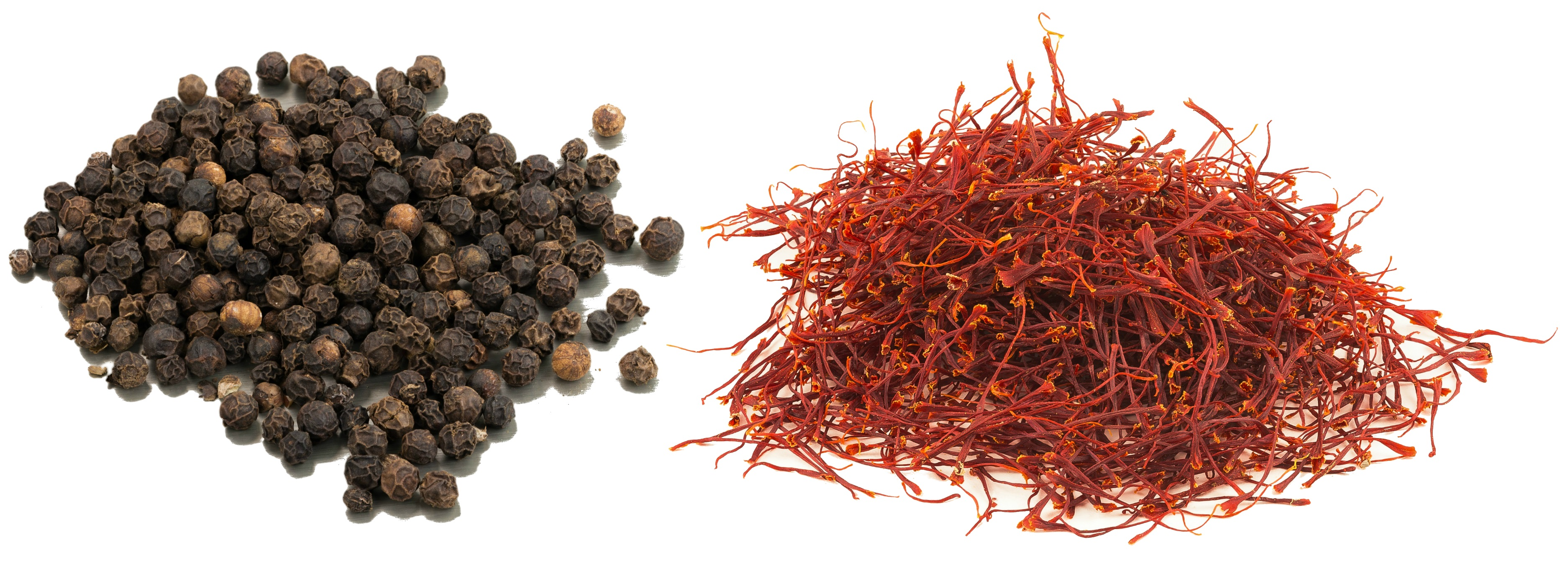
黑胡椒粒（左）與乾燥的藏红花，切尔涅茨基将自己的波蘭菜称为“藏红花和胡椒味的结合”

切尔涅茨基还认为，一道菜肴如果能成功让食客们感到困惑或惊讶，就算是烹饪技艺的最高成就。每章末尾透露的“秘诀”就提供了这类菜谱的例子。其中一种是瓶中阉鸡，烹饪方法是剥去鸡皮，将其放入瓶中，在瓶中倒入牛奶和鸡蛋的混合物，然后将瓶子放入沸水中，之后混合物受热膨胀，食客们就会产生一整只阉鸡装在瓶子里的幻觉。另一个“秘诀”是制作未切开的白斑狗鱼，将鱼头煎熟，鱼尾烤熟，鱼中部煮熟；实际上，这道鱼料理的做法是将鱼用叉子烤熟，鱼头上抹油或黄油，撒上面粉，在鱼中部裹上布，再浇上盐与醋的混合物。最后一个菜谱是用一串珍珠和一枚金币煮成的肉汤，据说可以治愈“病人和那些对自己的健康状况失望的人”。
切尔涅茨基试图透过这本《菜谱集》向读者展现他提倡的“老波兰菜”，而非外国菜肴。然而，他在整本书中也提到了外国菜的影响，特别是法国菜和他所说的“帝国菜”，亦即波西米亚和匈牙利的烹饪风格，因为当时这两个国家都属于哈布斯堡帝国。他也对法国烹饪表现出矛盾的态度；一方面，他认为法国浓汤或奶油汤与波兰文化格格不入，亦批评在烹饪中使用葡萄酒，并写道：“每道菜都可以不用酒烹制，用醋和甜味调味就足够了。”另一方面，切尔涅茨基的肉汤食谱却是加入酒烹饪的，他也在书中提及了酥皮糕点等法国新奇的菜肴，而后者在今天的波兰仍被称为“法式面团”（Ciasto francuskie），他认为，一个熟练的厨师必须要用他本国的菜肴来款待外国宾客。但事实上，他收录的法国食谱比他愿意承认的要多，甚至瓶装阉鸡的“秘密”食谱也是从弗朗索瓦·皮埃爾·德拉瓦雷納的《法國廚師》中的类似食谱改编而来的。

## 影响

### 烹饪
《菜谱集》长期为波蘭的厨师提供灵感。自初版出版后约一个世纪里，《菜谱集》一直是唯一一本用波兰语印刷的食谱，直到1783年，沃伊切赫·維羅恩特克才编写并出版了一本新的波兰语食谱《完美廚師》（Kucharz doskonały），但它的初版却是同时期法国人梅农创作的《中产阶级食谱》（La cuisinière bourgeoise）的删节版译本，这是一本流行的法国食谱，首次出版于1746年。然而，《完美廚師》的一部分也直接基于切尔涅茨基的《菜谱集》，維羅恩特克选择不翻译梅农书中的烹饪术语词汇表，而是在食谱中附上了自己编纂的词汇表，其中也解释了《菜谱集》中的烹饪术语，甚至引用了后者的一些食谱。《完美廚師》也将当时在波兰风靡一时的法国菜与切尔涅茨基书中所体现的古老波兰烹饪文化相结合。在1800年出版的第三版中，維羅恩特克还收录了更多历史悠久的波兰和德国食谱，并将民族烹饪传统与新式法国菜融为一体，从而为现代波兰烹饪奠定了基础。

### 文学

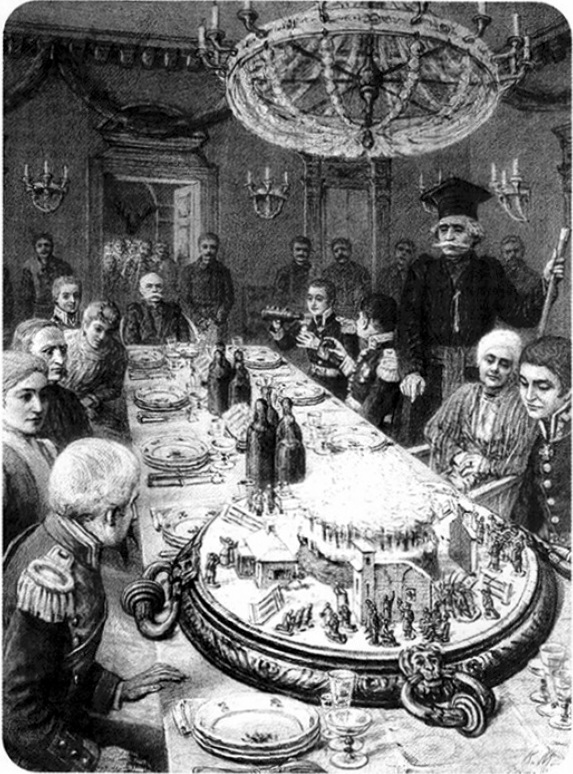
《塔杜施先生》第12章中描绘盛宴的插图（1898年）

《菜谱集》在1834年启发了诗人亚当·密茨凯维奇，他在《塔杜施先生》中怀旧地描述了“最后的波兰旧日盛宴”。《塔杜施先生》以1811年和1812年的历史事件为背景，描述了波蘭贵族的生活以及倾轧以及波兰人反对沙俄侵略的抗争，后被学者尊为波兰民族史诗。在第12章中，诗人在描述虚构的宴会时，就引用了该书中的几道菜的名字，例如“皇家罗宋汤”，以及珍珠金币汤、三色鱼等。
为了强调这场盛宴代表着波兰被瓜分前的异国情调，密茨凯维奇在诗歌中随机添加了一系列菜肴、调味料，它们的名称都是密茨凯维奇在《菜谱集》中找到的，只是在19世纪已经被大部分人遗忘了，如煮熟并过筛的肉汤（kontuza）、甜牛奶果冻（arkas）、奶凍（blemas）、大西洋鳕（pomuchla）、波蘭肉丸（figatele）、灵猫香、麝香油（piżmo）、黄芪胶、松子（pinele）和梅干（brunele）。接下来是各种鱼类的列举，它们的名字同样取自切尔涅茨基书开头的清单。该诗歌第11章中对身穿白围裙的厨师的描述以及对奥索林斯基亲王在罗马的宴会的提及，也明显受到了切尔涅茨基的大厨形象及其致谢词的启发。《菜谱集》也因此與民族史诗之间产生了文学联系，但学者雷纳尔达·奥切切克（Renarda Ocieczek）也指出，密茨凯维奇显然在诗歌及其注释中将《菜谱集》與維羅恩特克的《完美廚師》的标题相混淆了。这究竟是作者的错误还是艺术自由发挥的结果，仍是学术界争论的问题。据诗人的朋友安东尼·爱德华·奥德涅茨（Antoni Edward Odyniec）说，密茨凯维奇从未丢掉过一本名为《完美廚師》的“破书”，而他本人也把这本书放在自己的行动图书馆里。而波兰文学史学家斯坦尼斯瓦夫·皮贡（Stanisław Pigoń）则认为，密茨凯维奇的“破书”实际上是切尔涅茨基《菜谱集》的副本，恰巧缺少标题页，也因此密茨凯维奇熟悉《菜谱集》的内容，但却不知道原标题，所以最终将其与維羅恩特克的《完美廚師》相混淆。

## 版本
《菜谱集》成書以後，在1682年首次由克拉科夫的耶尔齐与米科瓦伊出版公司（Drukarnia Jerzego i Mikołaja Schedlów）出版，但在切尔涅茨基逝世前并没有再版，而自切尔涅茨基去世后至1821年，《菜谱集》再版了约20次，并开始使用不同的标题。其中，1730年出版的第二版与第一版非常相似，只有微小的修改。两个版本都以哥特体和四开本的格式印刷出版，而后来的版本则以羅馬體和八开本出版。第三版于1744年在维尔纽斯出版，这是该书首次在克拉科夫以外印刷出版，当时出版的版本被称为《中庸餐桌：既高贵又普通的餐桌》（Stół obojętny, to jest pański, a oraz i chudopacholski）。1784年在桑多梅日出版的版本则增加了40种新的酱汁、姜饼、醋以及其他调味品的食谱，而这些食谱抄自同时期流行的波兰医学参考书《医学大全》（Compendium medicum），其在写作和烹饪风格上都与切尔涅茨基的原著不同，在后续版本中并没有再出现。而19世纪初在华沙和贝尔德丘夫（Berdyczów，今乌克兰别尔季切夫）出版的版本使用了另一个标题，即《城市和乡村的（女性）厨师》（Kucharka miejska i wiejska），标题的这些变化表明，切尔涅茨基推广的烹饪风格最初体现了贵族家的饮食风格，但最终成为了波兰城乡家庭主妇烹饪的一部分。
21世纪以来，人们对波兰古菜系的兴趣重新燃起，导致该书开始再版，2002年，该书在延傑尤夫出版了500卷限量版皮面书，以供爱好者收藏。2009年，华沙维拉诺夫博物馆出版了由食品史学者雅罗斯瓦夫·杜马诺夫斯基（Jarosław Dumanowski）编纂的《菜谱集》评论版，杜马诺夫斯基在其中撰写了一篇介绍，详细介绍了切尔涅茨基的生平和工作。

### 历代版本

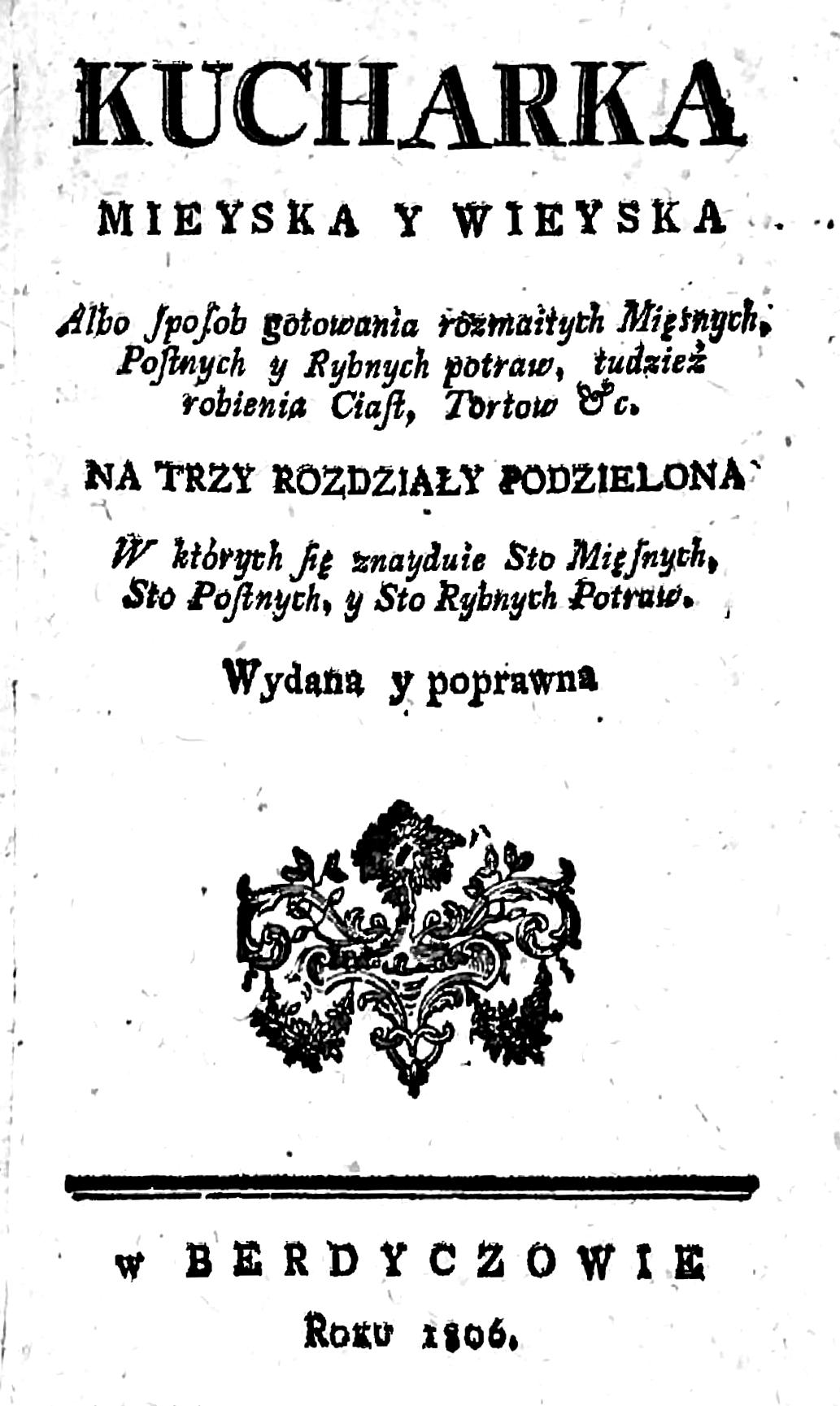
1806年出版于贝尔德丘夫的版本

- Czerniecki, Stanisław. . Kraków: Drukarnia Jerzego i Mikołaja Schedlów. 1682 （波兰语）.[55]
- ——. . Kraków: Drukarnia Jakuba Matyaszkiewicza. 1730 （波兰语）.[56]
- ——. . Wilno: Drukarnia Akademicka. 1744 （波兰语）. （1775年出版第2版，1782年出版第3版，1788年出版第4版）[56]
- ——. . Kraków: Drukarnia Sebastyana Hebanowskiego. 1753. OCLC 890387839 （波兰语）.[56]
- ——. . Lwów. 1755 （波兰语）.（第二版于1757年出版，OCLC 82733508）[56]
- ——. . Sandomierz: Drukarnia J.K.Mci y Rzeczypospolitej. 1784 （波兰语）. 增加了40余种初版没有的食谱[55]
- ——. . Warszawa. 1800 （波兰语）.（第二版于1804年出版，第三版于1806年出版于贝尔德丘夫，第四、五、六版分别于1811、1816、1821年出版）[22]
- ——. Walecki, Wacław; Winczura, Łukasz , 编. . Biblioteka Tradycji Literackich 24. Kraków: Collegium Columbinum. 1999. ISBN 978-83-87553-13-5. OCLC 169660504 （波兰语）.（第二版于2004年出版）
- ——. Chodkiewicz-Przypkowska, Elżbieta , 编. . Jędrzejów: Poligrafia. 1999. ISBN 978-83-91041-32-1. OCLC 749605653 （波兰语）. 限量珍藏版[54]
- ——. Dumanowski, Jarosław; Spychaj, Magdalena , 编. . Monumenta Poloniae Culinaria 1. Foreword by Stanisław Lubomirski. Warszawa: Muzeum Pałac w Wilanowie. 2009. ISBN 978-83-60959-01-5. OCLC 750691466 （波兰语）. (2nd ed. 2010, 3rd ed. 2012)[57]
- ——. . Warszawa: Graf_ika. 2012. ISBN 978-83-61889-69-4. OCLC 947746586 （波兰语）. 使用了1682年初版的图画
- ——. Dumanowski, Jarosław; Spychaj, Magdalena , 编. . 由Czuchra, Agnieszka; Czuchra, Maciej翻译. Warszawa: Muzeum Pałac w Wilanowie. 2014. ISBN 978-83-63580-40-7 （英语）.[57]

### 译本
在17世纪末，有人将《菜谱集》译成俄语，标题改为《烹饪书》（Поваренная книга），该译本从未出版，但莫斯科俄羅斯國立圖書館保存的一份手稿中记录了该译本的存在，而《菜谱集》的另一份俄文译本手稿可能保存在圣彼得堡俄罗斯国家图书馆。2014年，维拉诺夫博物馆出版了该书的英语版，法语版的出版也在计划中。

### 註解
1. ↑  波蘭語：.
2. ↑  波蘭語：
3. ↑  波蘭語：.
4. ↑  波蘭語：.
5. ↑  波蘭語：
6. ↑  波蘭語：.
7. ↑  波蘭語：.
8. ↑  波蘭語：.
9. ↑  波蘭語：.

### 引用
1. ↑  Culture.pl. . Instytut Adama Mickiewicza. 2020-12  [2024-07-06]. （原始内容存档于2024-07-07） （中文（简体））.
2. ↑  Dumanowski（2012年），第27页
3. 1 2 3  Dumanowski（2012年），第50页
4. ↑  张凤岐 & 盛邦跃（2021年），第98页
5. ↑  Kuras（2016年），第429-430页
6. ↑  Kuras（2016年），第434,445页
7. ↑  Kuras（2016年），第444页
8. ↑  Dumanowski（2012年），第62-63页
9. ↑  Tomaszewska-Bolałek（2021年），第22,59页
10. ↑  宋立臣（2019年）
11. 1 2 3  Ocieczek（2006年），第134页
12. ↑  Barłowska, Maria. . Silva Rerum. Warszawa: Muzeum Pałacu Króla Jana III w Wilanowie. 2015  [2017-04-11] （波兰语）.
13. ↑  Czerniecki（2012年），第91页
14. ↑  Ocieczek（2006年），第133,137页
15. ↑  Dumanowski（2012年），第67-68页
16. 1 2  Tomaszewska-Bolałek（2021年），第22页
17. ↑  Czerniecki（2012年），第95-98页
18. ↑  Dumanowski（2012年），第53-54页
19. ↑  Czerniecki（2012年），第99页
20. 1 2  Leeming（1974年），第502页
21. ↑  Czerniecki（2012年），第100-101页
22. 1 2 3  Dumanowski（2012年），第52页
23. ↑  Dumanowski（2012年），第53页
24. ↑  Bąbel（2000b年），第217页
25. ↑  Czerniecki（2012年），第104页
26. ↑  Bąbel（2000b年），第226页
27. ↑  Dumanowski（2012年），第55-56页
28. ↑  Dumanowski（2012年），第59-60页
29. 1 2  Dumanowski（2012年），第63页
30. ↑  Czerniecki（2012年），第98页
31. ↑  Czerniecki（2012年），第152页
32. ↑  Dumanowski（2012年），第64页
33. ↑  Czerniecki（2012年），第179页
34. ↑  Dumanowski（2012年），第66-67页
35. ↑  Dumanowski（2012年），第60-66页
36. ↑  Dumanowski（2012年），第64-66页
37. ↑  Kuras（2016年），第444-445页
38. ↑  Dumanowski（2013年），第16页
39. ↑  Magdalena Kasprzyk-Chevriaux. . Instytut Adama Mickiewicza. 2023-12-12  [2024-07-06] （中文（繁體））.
40. ↑  Notaker, Henry. . 界面新闻. 上海界面财联社科技股份有限公司. 2017-10-31  [2024-07-15]. （原始内容存档于2024-07-15） （中文（简体））.
41. ↑  Dumanowski（2013年），第67页
42. ↑  Dumanowski（2013年），第72-73页
43. ↑  Ocieczek（2000年），第188-189页
44. ↑  Bąbel（2000a年），第167页
45. ↑  Ocieczek（2000年），第188页
46. ↑  Ocieczek（2000年），第186-187页
47. ↑  Ocieczek（2000年），第175-176页
48. 1 2  Ocieczek（2000年），第174页
49. ↑  Bąbel（2000a年），第165页
50. 1 2  Dumanowski（2012年），第51页
51. ↑  Estreicher（1896年），第566页
52. ↑  Dumanowski（2016年），第25页
53. 1 2 3  Dumanowski（2012年），第21页
54. 1 2  Razcwarkow（2005年），第13页
55. 1 2  Estreicher (1896)，第566–567頁.
56. 1 2 3 4  Estreicher（1896年），第566-567页
57. 1 2 3  Książki wydane przez Muzeum...
58. ↑  Leeming（1974年），第503-504页
59. ↑  Magdalena Kasprzyk-Chevriaux. . Instytut Adama Mickiewicza. 2023-12-12  [2024-07-06] （中文（简体））.

## 外部連結
- 波兰国家图书馆的《菜谱集》 （页面存档备份，存于）（波兰語）